# Marble Arch Station
Marble Arch Station er en London Underground-station i City of Westminster. Stationen er betjent af Central line, mellem Lancaster Gate og Bond Street og ligger i takstzone 1.

## Historie
Stationen blev åbnet den 30. juli 1900 af Central London Railway (CLR).
Ligesom alle de andre oprindelige stationer på CLR, foregik adgang til perronerne på Marble Arch via elevatore, men denne station blev ombygget i begyndelsen af 1930'erne, hvor der blev installeret rulletrapper. Dette medførte at den oprindelige stationsbygning, designet af arkitekt Harry Bell Measures og beliggende på hjørnet af Quebec Street og Oxford Street, lukkede og blev erstattet af en cut-and-cover-billethal længere mod vest. Den nye indgang åbnede den 15. august 1932. Den oprindelige overfladebygning blev senere revet ned.
Perronerne, der oprindeligt havde hvide fliser, blev udskiftet med dekorative, glasserede emaljeplader i 1985. Grafikken herpå blev tegnet af Annabel Grey. 
Stationen er ved at gennemgå en modernisering (2010), der indeholder nye overflader i hele stationen, bortset fra nogle af emaljepladerne ved perronerne.

## Stationen i dag
Stationen er opkaldt efter den nærliggende Marble Arch, og er beliggende på nordøstsiden af Marble Arch-krydset i Oxford Streets vestlige ende.
Der er et overhalingsspor vest for stationen, hvilket gør at tog fra Oxford Circus kan vende her.

### Transportforbindelser
London buslinjer 2, 10, 16, 30, 36, 73, 74, 82, 94, 98, 137, 148, 159, 390, 414 og 436.

## Galleri
- Vestgående perron
- Østgående perron
- Dekoration på østgående perron
- Rondel på perron